# 徐泽荣
徐泽荣（1954年1月14日—），祖籍四川省，生于中国湖北省武汉市。香港学者，1999年获英国牛津大学政治学博士。2000年7月因被控“泄露国家机密”而遭当局正式逮捕，2001年12月被广东省深圳市中级法院判处“非法向境外提供情报和非法经营书籍和报刊发行”罪名成立，获刑13年。徐泽荣父亲是军级干部，文革期间被迫害致死，母亲曾担任广州中山大学党委副书记的职务，在徐泽荣被捕入狱后去世。徐泽荣被捕之初，当局仅仅指控他1999年到2000年在深圳“非法经营”出版书刊业务，并未提及后来成为他主要罪状的“向境外非法提供情报罪”；当局搜索其住宅之后，发现他1992年曾向韩国“国家安全战略研究所”所长洪晟泰提供中共50年代出版的内部资料《抗美援朝战争的经验总结》和《朝鲜战争敌军资料汇集》，并且获得报酬，认定为“唯一钢鞭材料”。

## 內情
香港《开放杂志》总编辑金钟对美国之音表示，徐泽荣实际因为报导中国共产党文革时期曾经支持马来亚共产党的陈年旧事而触怒当局。金钟说：“说他把一份抗美援朝的内部文件出卖给南韩；但更重要的，恐怕是他在《亚洲周刊》上写文章报导马来亚共产党曾经在湖南益阳某山头上设立秘密电台。这件事情过去没有人知道，更没有人报导。”
据报，这篇题为《马共秘密电台湖南曝光》的文章发表在2000年6月最后一期的香港《亚洲周刊》之后，徐泽荣随即在广州家中被捕。徐泽荣的这篇报导披露，中国政府1967年帮助马来亚共产党在湖南益阳赫山区岳家桥四方山设立“马来亚革命之声广播电台”，进行宣传；不过物换星移之后电台已于1981年撤销。作者徐泽荣根据线索在现场目睹和拍照的仅为人去楼空的废弃场所，包括数处房屋、一处坑道和一座铁塔。

## 出狱
2011年6月23日，徐泽荣经三次减刑后刑满出狱。